# Fara v Hněvčevsi
Budova barokní fary v Hněvčevsi se nalézá přes silnici východně od kostela svatého Jiří, v mírném svahu, na jižním okraji vsi Hněvčeves v okrese Hradec Králové. Budova bývalé fary postavené roku 1767 včetně kamenné nádrže, studny a zbytku ohradní zdi je od 23. prosince 1994 chráněna jako kulturní památka ČR. Národní památkový ústav tuto faru uvádí v katalogu památek pod rejstříkovým číslem ÚSKP 10178/6-5817.

## Historie
Faru nechal v roce 1767 postavit vlastník cerekvického panství Filip Jiří Brown. Budova fary v minulosti prošla několika rekonstrukcemi, poslední komplexní rozsáhlá rekonstrukce skončila v roce 2009, čímž došlo k záchraně památkově chráněné historické barokní stavby. Současným nájemcem fary je občanské sdružení „Hradec Králové 777 let“.